# ダーラム・ニューハンプシャー大学駅
ダーラム・ニューハンプシャー大学駅（英語：Durham–University of New Hampshire Station ）は、アメリカ合衆国ニューハンプシャー州ダーラム デポ・ロード3にある駅。 全米各地を結ぶ旅客鉄道のアムトラックが乗り入れている。

## 概要
ダーラム・ニューハンプシャー大学駅(ダーラムUNH駅とも知られる) はニューハンプシャー大学のキャンパス内に位置している。ダウンイースター号は、学生と教員に非常に人気である。秋には紅葉により豊かなオレンジ、黄色、金色、および赤のつかの間のモザイクを生成するように見事な景色を見せる。旅客鉄道支援団体の「トレインライダーズ・ノースイースト」のボランティアが列車、駅、沿線の街についての有益なアドバイスをしている。
駅は、メイン・ストリートをくぐる地下道のすぐ北に位置しており、大学の主要な講義棟や学生寮の殆どは徒歩圏内にある。駅舎は1912年にボストン・アンド・メイン鉄道（B＆M）によって建設され、現位置で平屋の建物を一度バラし再度組み立てている。

## 利用可能な鉄道路線／列車
アムトラックの停車する列車は下記の通り。
ブランズウィック / ポートランドとボストン間の昼行短距離列車ダウンイースター号 …1日5往復

## バス
当駅から乗車できるバスは以下の通り。
路線バス： ワイルド・キャット (The University of New Hampshire) 

## 駅周辺
ニューハンプシャー大学